# Петро ІІІ Антіохійській
Петро III Каллінікум (лат. Petrus Callinicus, сир. ܦܛܪܘܣ ܏ܓ ܩܠܘܢܝܩܝܐ) — Антіохійський Патріарх і глава Сирійської православної церкви з 581 року до своєї смерті в 591 році. Сирійська православна церква вшановує його, як святого в Мартирологі Раббана Сліби, а його свято припадає на 22 квітня.
Під значним тиском найвидатніших нехалкидонців Петро погодився стати патріархом Антіохії, а отже, духовним лідером сирійських нехалкидонців, на противагу чинному Павлу Чорному, і очолив церкву, зіткнувшись з успадкованим ним поділом. від перебування Павла на посаді патріарха. Хоча Петро мав певний успіх у боротьбі з тритеїстами, Петро посварився зі своїм колишнім союзником, єгипетським нехалкедонським папою Даміаном Олександрійським, і вступив з ним у розкол, який тривав після його смерті до 616 року.

## Біографія

### Раннє життя
Петро народився в Калінікумі в бл. 550, і був сином оратора на ім'я Павло. Здобув освіту у грецькій та сирійській мовах, філософії та теології і, ймовірно, став ченцем у монастирі Святого Ананії поблизу Калінікума. 570-ті роки були бурхливим періодом для сирійської нехалкедонської громади, оскільки її духовний лідер і патріарх Антіохії Павло Чорний був оголошений скинутим єгипетським нехалкедонським папою Даміаном Александрійським і видатним єпископом Яковом Барадеєм, таким чином створивши розкол. між павлітами, які підтримували Павла як патріарха, і якобітами, які підтримали низложення Павла.
Супротивники Павла змовилися висвятити нового патріарха Антіохії замість нього, і Яків Барадей двічі пропонував призначити Петра наступником Павла, але він в обох випадках відмовився, оскільки не бажав зайняти посаду, поки Павло був ще живий. У 579 році після смерті Якова Барадея Даміан вирушив до Сирії, щоб організувати обрання нового патріарха, і Петра знову попросили стати патріархом, але він знову відмовився. Нарешті, після того, як Даміан безуспішно спробував висвятити якогось Севера на патріарха, а зустріч між павлітами та якобітами в Константинополі в 580 році не змогла возз'єднати фракції, Петро поступився і погодився стати патріархом Антіохії на Прохання Даміана.
Джерела розрізняються за датою, місцем розташування та єпископом, відповідальним за свячення Петра. Хроніка 1234 року поміщає освячення Петра в 570/571 (AG 882),  Цукнінська хроніка дає 578 (AG 889), і Іван Ефеський у своїх записах церковної історії 581 (AG 892).  Хроніка 846 року також підтримує 580/581 (AG 892) як рік освячення Петра.  Найранішу дату 570/571 не враховують як помилкову копію 581 і 578, хоча раніше її приймали більш ранні сирійські історики, включаючи Вільяма Райта, Рубенса Дюваля, Карла Антона Баумстарка, Жана-Батиста Шабо та Ортіса де Урбіна. відтоді було відхилено на користь 581
Іоанн Ефеський повідомляв, що Петро був висвячений на патріарха Антіохії Даміаном в Александрії , що підтверджується літописом 1234 року , тоді як історики Михаїл Сирійський і Вар Гебрей записують, що Петро був посвячений у вищезгаданому монастирі с. Святого Ананія архієпископом Йосипом Амідським за підтримки єгипетських нехалкидонців.   Також припускають, що він був посвячений у монастирі Губо Баройо поблизу Кіра.  Після свого освячення Петро надіслав листа Даміану, щоб підтвердити, що їхні церкви у сопричасті, і включив спростування тритеїзму .  Даміан відповів листом до Петра, щоб дати його офіційну схвалення, і з ентузіазмом похвалив нового патріарха Антіохії. 

### Патріарх Антіохійський
Піднявшись на патріаршу посаду, Петро розкаявся в тому, що погодився стати патріархом, поки жив його попередній посадовець, поїхав до Александрії з богословами Провом і архімандритом Джоном Барбуром і запропонував Даміану відставку, намагаючись возз'єднати павлітів. і якобітів.  Даміан відмовився від пропозиції Петра, і Павло, можливо, помер незабаром після цього, таким чином поклавши кінець розколу між двома фракціями,  однак, альтернативно стверджується, що Павло натомість помер у 584 році, припускаючи, що розкол тривав кілька більше років.  Петро повернувся до Сирії, тоді як його супутники Проб і Джон Барбур вирішили залишитися в Олександрії, оскільки вони були невдоволені Петром за те, що він не посвятив їх у єпископи. 
У 582 році Петро зустрівся з киликійськими єпископами-тритеїстами Антоніном та Іллею та архімандритом Феодором, щоб обговорити їхнє возз'єднання з сирійськими нехалкидонцями під керівництвом Петра, і він стверджував, що погодиться на це лише в тому випадку, якщо вони відмовляться від тритеїзму та його прихильників, а саме від Івана Філопон ., і прийняв засудження тритеїзму, вираженого у вищезгаданих синодальних посланнях Петра і Даміана, а також у трактаті Папи Феодосія I Олександрійського .  На подив Феодора, Антонін відмовився від тритеїзму і був підтриманий Ілля, але жоден з двох єпископів не відірвався від фракції тритеїзму. 
Через кілька років тритеїсти Ілля і Феодор зустрілися з Петром від імені Конона з Тарса та Антоніна, щоб знову обговорити вимоги патріарха щодо їх возз'єднання.  На завершення зустрічі Ілля та Теодор прийняли основні умови Петра, і було домовлено, що вони напишуть іншим тритеїстам у Константинополі, щоб порадитися з ними, перш ніж унію буде оформлено.  Через кілька днів Петро отримав відповідь делегації та лист від Іллі, в якому оголошувалося про припинення переговорів про союз, оскільки Конон і Антонін відмовилися засудити прихильників тритеїзму.  Теодор погодився з Кононом і Антоніном, але Ілля в цей момент відокремився від фракції тритеїстів і зустрівся з Петром.  Ілля пройшов покуту протягом короткого періоду часу, подарував Петру плерофорію (сповідання віри) відповідно до його умов 21 липня 585 р. і вступив у спілкування з ним. 
В Олександрії Проба та Джона Барбура схилив до неохалцедонізму Стефан Олександрійський, і відкрита підтримка першого цієї христологічної позиції змусила Даміана вигнати його з міста, і він вирушив до Сирії, щоб продовжити свою кампанію на підтримку позиція проти нехалкидонства.   Унаслідок цього Проба було відлучено від церкви, і після звернення Джона Барбура, який приховував свою підтримку неохалцедонізму, Петро скликав синод у монастирі Губо Баройо в бл. 585, щоб почути вибачення Джона Барбура, які він склав на захист Проба.  Синод дійшов висновку, що Іван також прийняв неохалкедонізм, і він був належним чином скинутий і відлучений від церкви, а Петро видав синодальний лист, щоб засудити та спростувати їхню христологічну позицію. 

### Александрійський розкол
У ц. 586, колишні сердечні стосунки між Петром і  були зіпсовані богословськими суперечками і в кінцевому підсумку призвели до розколу між їхніми двома церквами, який тривав до його розв'язання в 616 році. доступні джерела.  Єгипетські джерела, « Історія патріархів Олександрійського та Синаксара Араб-Якобітського», підтримують Даміана, а згодом засвідчують, що суперечка почалася з синодального листа Петра до Даміана, в якому він нібито заявив, що говорити про це не потрібно. Трійця, таким чином, є звинуваченням у єресі в сабелліанстві, але також підтримував поділ Трійці, таким чином припускаючи, що він підтримує тритеїзм, який теологічно протиставлявся сабелліанства.  Стверджується, що Петро проігнорував трактат Даміана, який повідомляв його про його помилки. 
З іншого боку, сирійські джерела, включаючи листи Петра та історії Михаїла Сирійського та Бар Гебрея, віддають перевагу Петру  і свідчать про те, що суперечка почалася після того, як Даміан написав антитритеїстичну книгу у відповідь на тритеїстичне трактат., і відправив його до Петра для перевірки та виправлення будь-яких помилок.   Відповідь Петра Даміану похвалила його спростування тритеїзму, але також зазначила, що він, можливо, відхилився від доктрини, яка була встановлена отцями Каппадокійцями, Кирилом Олександрійським, Севером Антіохійським та Папою Феодосієм I. Олександрії та попросив пояснити кілька моментів.  Даміан обурився прохання Петра і стверджував, що він відкинув його роботу через заздрість, що спонукало Петра зібрати синод, який склав і передав Даміану текст, щоб відповісти на його претензії.  Однак це було марно, оскільки Даміан видавав святкові листи та вибачення, щоб захистити свою книгу, і продовжував критикувати Петра. 
Петро видав листа, адресованого Олександрійській церкві, щоб заохотити її членів переконати Даміана вирішити суперечку.  За словами Майкла Сирійського, після того, як Петро кілька разів запрошував його зустрітися, щоб обговорити їхні розбіжності, Даміан неохоче погодився зустрітися в Паралосі в Єгипті, щоб домовитися про офіційні дебати між ними.  Однак Петро у своєму листі до монастиря Антонінів в Енатоні в Єгипті натомість повідомив, що він мандрував до Єгипту зі своїм оточенням без будь-якої попередньої домовленості з Даміаном і планував поїхати до Олександрії, але мав йому заборонили в'їхати до міста і залишили в Паралосі, лише в трьох днях ходу від міста.  І історія Михайла Сирійця, і лист Петра свідчать про те, що, хоча він не зустрічався з Даміаном у Паралосі, він отримав від нього низку листів, коли був там. 
Лист Петра до Антонінів свідчить, що після чотирьох місяців перебування в Паралосі, протягом якого з ним погано поводилися, Петро та його супутники були вигнані з Єгипту без домовленості про зустріч між ним і Даміаном, тоді як історія Михайла Сирійця свідчить про другу було домовлено про проведення зустрічі в провінції Аравія .  У листі Петра до сирійців в Олександрії роз'яснюється, що зустріч в Аравії була домовлена, коли Даміан таємно приїхав до Тіру і відправив представників до Петра в його резиденцію в монастирі Губо Баройо.  Як регіон із сильною нехалкедонською присутністю та резиденцією нехалкедонських Гасанідів, які раніше розглядали церковні суперечки, Аравія була ідеальним місцем для зустрічі двох патріархів під арбітражем філарха Гасанідів. Яфна. 
Так, філарх Яфна очолив дві злощасні зустрічі в Аравії в 587 році , перша з яких відбулася в монастирі, а друга відбулася в церкві святого Сергія в Джабії .  Обидві зустрічі були бурхливими, оскільки оточення Даміана створювало заворушення, і Джафна не могла навести порядок у судовому засіданні.  З обговорень нічого не вийшло, оскільки не було досягнуто домовленості щодо місця чи учасників синоду для обговорення їхніх богословських розбіжностей,  і в кінцевому підсумку Яфна відмовився і пішов від розчарування.  Петро продовжував наполягати на ухваленні рішення, і він пішов за Даміаном, коли той повернувся до Єгипту після зборів в Аравії, але це було марно, оскільки Даміан ухилявся від будь-яких зустрічей, подорожуючи від монастиря до монастиря. 

### Пізніше життя
Нездатність Петра завершити суперечку з Даміаном навіть після того, як він пішов за ним до Єгипту, спонукало його написати трактат під назвою Contra Damianum («Проти Даміана»), щоб надати звіт про суперечку між двома патріархами.   Трактат служив захистом від звинувачень Даміана у сабелліанстві та тритеїзмі , а наприкінці Петро оголосив про припинення спілкування з Даміаном, таким чином офіційно ознаменувавши розкол між сирійськими та єгипетськими нехалкедонцями. церкви.  Пізніше Петро помер природними причинами 22 квітня 591 року   і був похований у монастирі Губо Баройо. 

## Писання
Відомо, що Петро написав анафору сирійською мовою, яка збереглася у двох рукописах, датованих 15 століттям, і поему про розп'яття сирійською мовою, з якої досі зберігся один рукопис, ймовірно, кінця 6 століття.  
Contra Damianum («Проти Даміана») збереглося в шести рукописах, найповніший з яких включає п'ятий-двадцять другий розділи другої книги і всі п'ятдесят розділів третьої книги.  У трактаті Петро використав цитати отців Церкви, щоб підтвердити свою тезу, зокрема Афанасія Александрійського, Василія Кесарійського, Кирила Александрійського, Євстафія Антіохійського, Григорія Назіанзіна, Григорія Нісського, Івана Золотоустого та Севера. .  Він процитував щонайменше 107 уривків із 27 робіт Северуса. 